# Wiesław Moszczyński

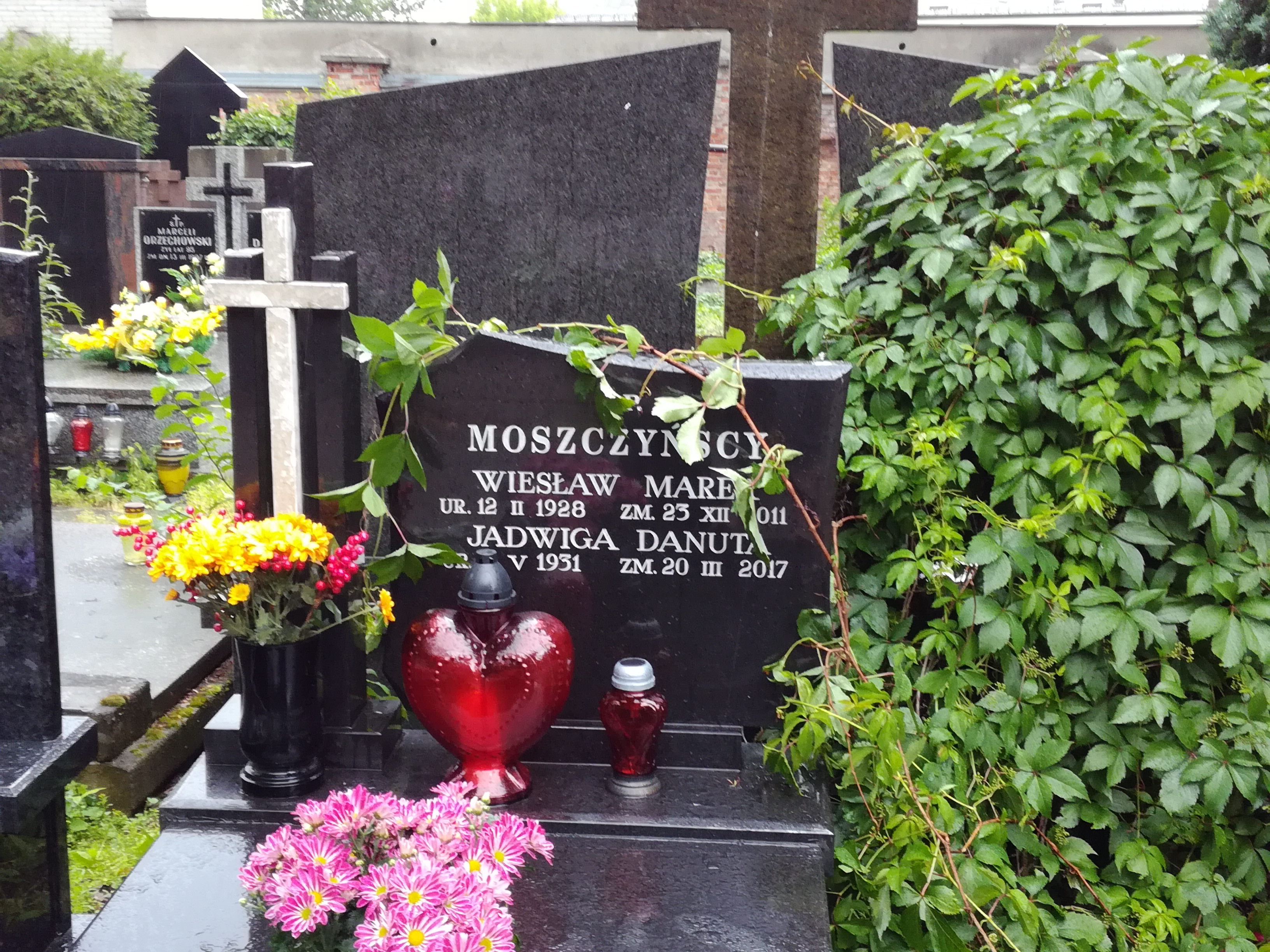
Grób prof. Wiesława Moszczyńskiego na cmentarzu Bródnowskim

Wiesław Marek Moszczyński (ur. 12 lutego 1928 w Kraśniku Lubelskim, zm. 23 grudnia 2011 w Warszawie) – polski chemik, prof. dr. hab, specjalista w zakresie środków ochrony roślin.

## Życiorys
W 1944 wstąpił w szeregi Armii Ludowej, walczył na terenie Lubelszczyzny m.in. pod Ostrowem Lubelskim, Syrami i Rąblowem. W 1948 ukończył lubelskie Liceum Chemiczne i rozpoczął pracę w Zjednoczeniu Farb i Lakierów w Gliwicach, a następnie przeniósł się do Warszawy i podjął pracę w Centrali Handlu Ciech. Od 1951 był związany zawodowo z Instytutem Przemysłu Organicznego, gdzie pracował przez pozostałą część życia zawodowego. Równolegle do pracy zawodowej ukończył studia na Wydziale Chemicznym Uniwersytetu Warszawskiego. Pierwsze prace naukowe przeprowadził w związku z optymalizacją produkcji kwasu 2,4-dichlorofenoksyoctowego, opracowana przez zespół Wiesława Moszczyńskiego metoda została wdrożona w Nadodrzańskich Zakładach Przemysłu Organicznego „Rokita”. W drugiej połowie lat 50. XX wieku prowadził prace badawcze nad optymalną metodą produkcji kwasu 4-chloro-2-metylofenoksyoctowego, od 1962 Zakłady Chemiczne w Nowej Sarzynie rozpoczęły produkcję tej substancji według sposobu opracowanego przez Wiesława Moszczyńskiego. Kwas 4-chloro-2-metylofenoksyoctowy stanowi podstawę do produkcji wielu substancji chwastobójczych. Profesor Wiesław Moszczyński specjalizował się produkcji herbicydów, był autorem wielu prac naukowych i opracowań dotyczących tych środków. Uczestniczył w radach naukowych, był autorem ponad trzydziestu wynalazków, z których większa część została wdrożona do produkcji. W 1976 uzyskał stopień doktora nauk chemicznych, w 1998 złożył pracę habilitacyjną. Od 1978 do 1999 zajmował stanowisko dyrektora Instytutu Przemysłu Organicznego.
Za swoją działalność naukową i zawodową Wiesław Moszczyński otrzymywał wielokrotnie nagrody resortowe i państwowe, ponadto odznaczono go Krzyżem Kawalerskim Orderu Odrodzenia Polski (1972), Krzyżem Oficerskim Orderu Odrodzenia Polski (1979) oraz Krzyżem Komandorskim Orderu Odrodzenia Polski (1999).
Został pochowany na cmentarzu Bródnowskim w Warszawie (kw. 2C-6-3).